# Madame de Pompadour
Jeanne Antoinette Poisson, marquise de Pompadour [påpa’du.r], kendt som Madame de Pompadour (født 29. december 1721 i Paris, død 15. april 1764 sammesteds). Hun var Ludvig XV af Frankrigs mest bekendte mætresse og fik stor politisk indflydelse ved hoffet. Hun har også givet navn til en stilretning inden for rokokoen, til en frisure og en rosa farve. Hendes bror var Abel-François Poisson de Vandières, senere marquis de Marigny, som også fik indflydelse ved hoffet.
Hendes moder var gift med François Poisson, der var ansat på et meget anset bankierfirmas kontor; men da hun åbenlyst stod i forhold til en af generalforpagterne af skatterne, Charles François Paul Le Normant de Tournehem, er det ikke usandsynligt, at han er biologisk fader til fru Poissons barn, og han sørgede da også for, at Pompadours fik en fortrinlig uddannelse, så hun kom i besiddelse af alle de kundskaber og færdigheder, en fuldendt verdensdame måtte råde over.
Derimod blev hendes moralske opdragelse aldeles forsømt. 1741 blev hun gift med generalforpagterens brodersøn, Charles-Guillaume Le Normant d'Étiolles, men hun gik allerede efter at blive Ludvig XV's mætresse. (Den eftertragtede værdighed skal være blevet spået hende, medens hun var barn). Målet var at spille en hovedrolle i den store verden. Omsider lykkedes det hende at tiltrække sig kongens opmærksomhed ved sin skønhed og elegante optræden, og september 1745 blev hun udnævnt til markise af Pompadour (en landsby i departement Corrèze med et slot, som kongen skænkede hende) og indført ved hoffet som officiel mætresse, medens hendes ægteskab med d'Étiolles blev ophævet ifølge skilsmissedom. Fra nu af gik, som hun selv har sagt, hendes liv hen i uafbrudt kamp og anstrengelse for at bevare kongens gunst og holde fjender og medbejlere stangen. At det lykkedes hende i 23 år, er et vidnesbyrd om hendes snarrådighed og energi. Først og fremmest måtte hun søge at overvinde den dræbende kedsomhed, der gjorde tilværelsen tung og trykkende for den tidligt sløvede konge, og med en beundringsværdig opfindsomhed og en ikke ringe smag vidste hun da gennem en uafladelig strøm af sindrigt vekslende fester og forlystelser at få tiden til at gå for ham.
Regningen, der løb op i mange millioner, tog hun intet hensyn til. Også på andre måder gjorde hun sig uundværlig for ham, idet hun, da hun ikke længere selv formåede at fængsle ham, forsynede ham med nye elskerinder; fra 1756 ophørte hun at være kongens mætresse og lod sig da udnævne til æresdame hos dronningen.
Hun optrådte som beskytterinde af digtere, kunstnere og videnskabsmænd, var selv kunstnerisk begavet i flere retninger, stod forstående over for de nye betydningsfulde strømninger i datidens åndsliv og vandt alles beundring ved sin åndslivlighed og hele fortryllende optræden. Kunsthåndværket har hende at takke for mangen påvirkning: en møbelstil har fået hendes navn, og den navnkundige porcelænsfabrik i Sèvres (først i Vincennes) har hun skabt. Men også på statsstyrelsens område greb hun efterhånden mere og mere ind, afsatte og indsatte ministre og embedsmænd og blev til sidst den, hvis tilslutning behøvedes i enhver sag af nogen betydning, skønt hun ganske manglede forståelse af, hvad der tjente landet bedst. Navnlig led hæren under, at hun besatte de høje kommandoposter med sine favoritter, hvad der fik uheldige følger under Syvårskrigen. At Frankrig deltog i denne krig skyldtes delvist Pompadour, der var vundet af den østrigske regerings smigrerier og håbede, at de forventede sejre skulle befæste hendes stilling; men de slette resultater af krigsoperationerne og den ugunstige fred (1763) bevirkede det modsatte: folkets uvilje mod hende steg til had, og det var vistnok heldigt for hende, at hun døde året efter (1764).